# DUKW
DUKWは、ゼネラルモーターズ（GM）のGMC部門によって開発された、アメリカ合衆国の水陸両用車である。
この種の水陸両用車としては、独力でイギリス海峡を横断することが可能な程の高い耐航性を持ち、ノルマンディー上陸作戦などで活躍した。

## 概要

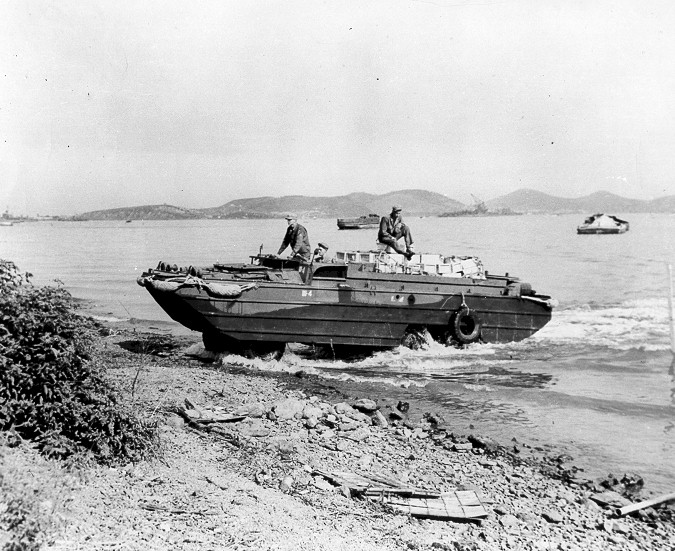
上陸するDUKW
撮影場所、撮影日時、撮影者不詳

DUKWのエンジン、駆動系、シャシなどは、同じくGMCのCCKWがベースとなっており、呼称もまた同様にGMの命名法に則っており、アルファベットはそれぞれ、
D=1942年設計
U=水陸両用（utility vehicle）
K=全輪駆動
W=後二軸駆動
を表している。
Kを前輪駆動、Wを後輪駆動とする説もあるが、当時のGM製トラックは全て後輪駆動であるため特記する必要性に乏しく、駆動軸がいくつあるかを区別するGMの命名規則に、より合理性がある。
兵士達には、“ダック”（Duck：アヒルの意）と呼ばれ、戦後、民間に払い下げられたものにも、このあだ名の方が定着した。
また、ダックほど広く使われてはいないが、海兵隊では独自にLVW (Landing Vehicle, Wheeled) という制式名称を与えている。
ノルマンディー上陸作戦では、沖合の艦船と海岸の間の輸送を担い、その後陸上でも輸送車両として行動した。ヨーロッパ上陸後も渡河作戦で活躍しており、太平洋戦争でも用いられている。
第二次世界大戦後も朝鮮戦争で活躍し、フランス軍は第一次インドシナ戦争でも使用している。連合国に供与された車両には、1980年代まで使用されていたものも存在した。最終的には21,000両以上が生産されている。
第二次世界大戦の終結で大量に余剰となり、民間に払い下げられた。これらは、消防組織や沿岸警備隊によって使用され、災害救助などに活躍している。また、払い下げ車両には水陸両用バスなどに改造されたものも多く、今も世界各地で現役で使用されている。一方、極端な物不足と復員による人口の急増が深刻であった戦後の日本では、水陸両用車としての機能とは無関係に、一般的な路線バスへと改造された（後述）。

## 構成
DUKWの機関部および駆動関連はGMC CCKW 353 トラックと共通のもので、舟型の車体に3軸6輪（前1軸・後2軸）の足回りを備え、車体後部には水上航行用のスクリュープロペラを備えている。路上では最高速度80 km/hで走行でき、水上を最高速度10 km/hで航行可能である。
長時間の水上航行対策用に排水ポンプ（ビルジポンプ）が装備され、また、砂浜や水際の軟弱地盤に乗り上げて走行するために、タイヤの空気圧を操縦席から任意に変化させる機構が装備されている。DUKWは、タイヤ空気圧調整装置を装備した初めての軍用車両であった。
荷台には、陸上なら兵員25名または貨物2.5 t、水上なら50名の兵員または貨物5 tを搭載して走行/航行する事が可能で、陸上用の2.5 tトラック（CCKW）では牽引して輸送するM2A1 105 mm榴弾砲をそのまま荷台に搭載しての輸送が可能であった。

## BAV

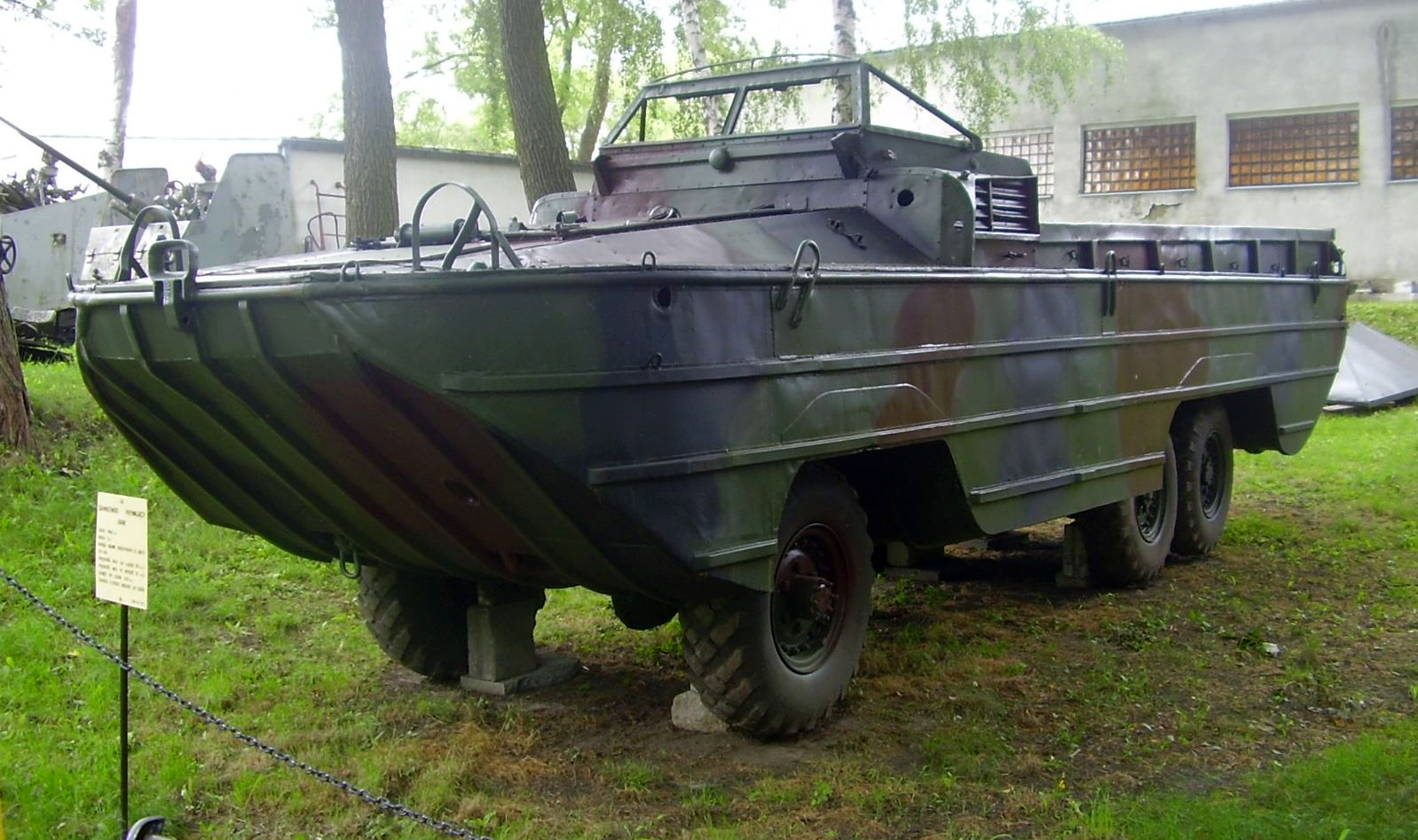
BAV 485（ZiS-485）。ポーランド軍の使用車両

DUKWは、レンドリース援助品としてソビエト連邦にも586両が供与された。ソ連では供与されたものを基に国産化設計を行い、ZiS-123型エンジン（110 hp）を始めとした駆動系はZiS-151のものを流用し（BTR-152も同様）、ZiSの子会社であるDAZが1949年に試作車を完成させた。量産はZiSが担当し、車名はZiS-485、ソ連軍での呼称はBAV（ロシア語表記：БАВ＝большой автомобиль водоплавающий、ラテン翻字：bolshoi avtomobil vodoplavayushchiy、big floating vehicle（大型浮上自動車）の意）となり、1952年から配備が始まった。その後、1962年にかけて2万両以上が生産された。
車体（船体）に関してはDUKWの設計を踏襲しているが、デッドコピーとはならず、荷室部分を車体後端まで延長し、後部にアオリ（テールゲート）を設けるなど、ソ連独自の改良点もある。これにより、荷役の際にクレーンを使う必要がなくなった。
BAVが部品を流用していたトラックがモデルチェンジによってZIL-157となり、水陸両用型もZIL-485A（ソ連軍呼称 BAV-A）となった。1958年から生産が始まり、2,005両のZiS / ZIL-485を製造した後、1959年に生産が中断された。その後、生産ラインをBAZに移して量産する計画であったが、1962年までに24両が生産されたに過ぎなかった。
BAVは、ワルシャワ条約機構軍およびソ連の援助を受けた中東諸国などで1980年代まで使用されていた。ソ連では後継となるPTSへ置き換えられている。

## 民間利用
民間に払い下げられたDUKWは、輸送車両の他に荷台部分に座席を設置し、閉鎖型のキャビンを設けるなどの改造を施されて水陸両用性能を活かした観光用車両となり、ダックツアーで運用された。
また、連合国軍占領下の日本では、戦中戦後の混乱で稼働両数を大きく減らしていた日本全国のバス事業者に400両余りのDUKWが払い下げられ、陸上用バスへと改造されて利用された。
これらはいずれもオーバーキャブボディーを架装し、国産大型バスの生産が軌道に乗る1950年代頃に姿を消すまで、各地のバス事業者で運用されていた。参考動画の日本ニュースでは大衆向けという性格上、DUKWを「水陸両用戦車」と紹介している。ここで取材した個体は、車体の製作が富士産業伊勢崎工場、運行事業者については「東京と千葉県の間を走る」としか紹介されていないが、映像から京成電鉄（現在の京成バス）であることが確認できる。
これらとは別に、2006年（平成18年）に2両がアメリカから日本へ輸入され、2007年（平成19年）10月19日から神戸ハーバーランド内で観光用の「スプラッシュ神戸」として運行されていた。この車両は2008年（平成20年）に釧路港でも臨時に運行された。その後、車両の老朽化によるトラブルが続き、スプラッシュ神戸は2012年（平成24年）8月で運休、2017年（平成29年）をもって事業自体が終了している。
オーストラリアQLD州ケアンズ近郊の観光地、キュランダにある熱帯雨林のテーマパーク「レインフォレステーション・ネイチャーパーク」では熱帯雨林の中へ探検に行くツアーの車両として12台が稼働している。これは南半球ではDUKWの最大のコレクションでもある。

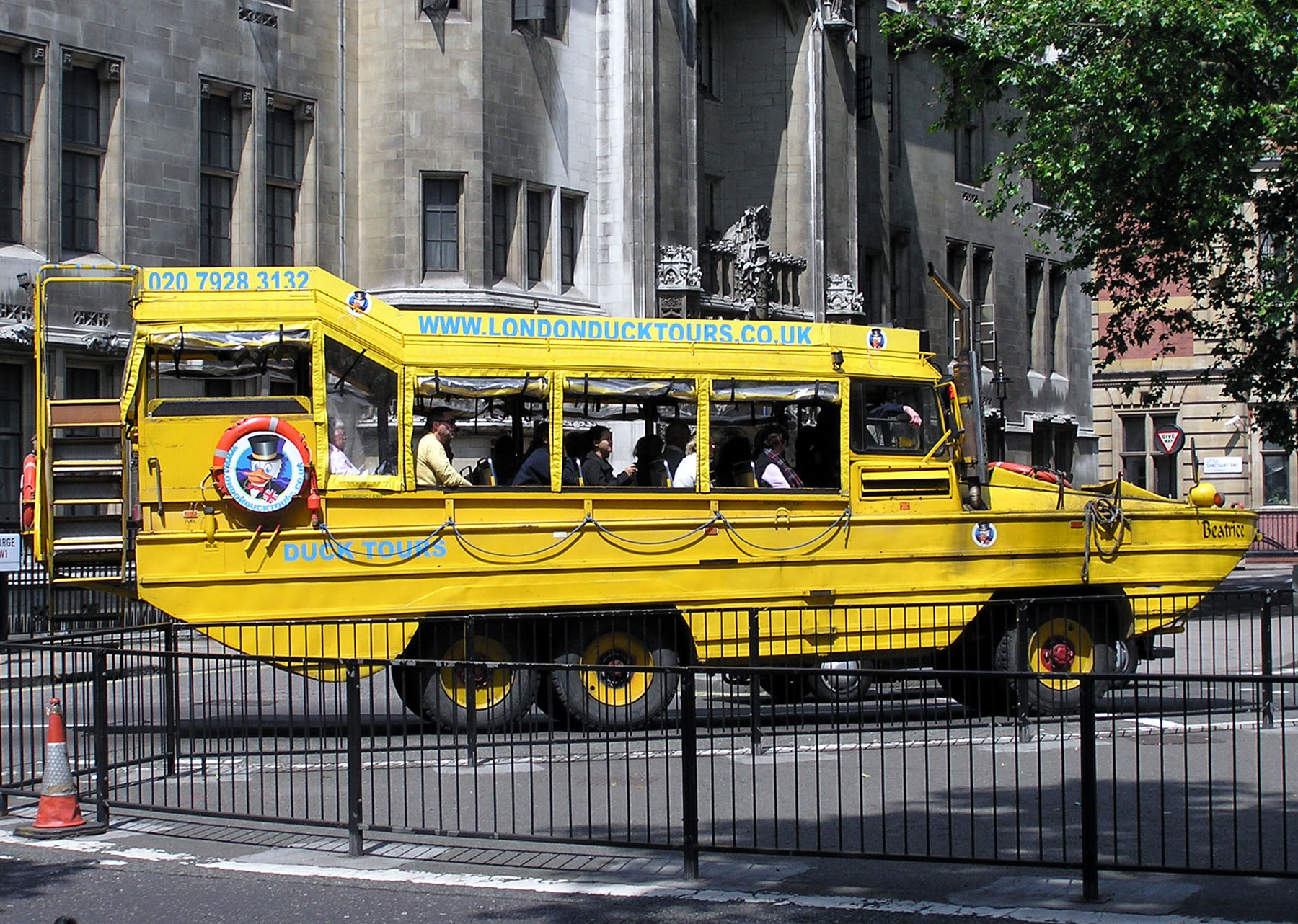
ロンドン
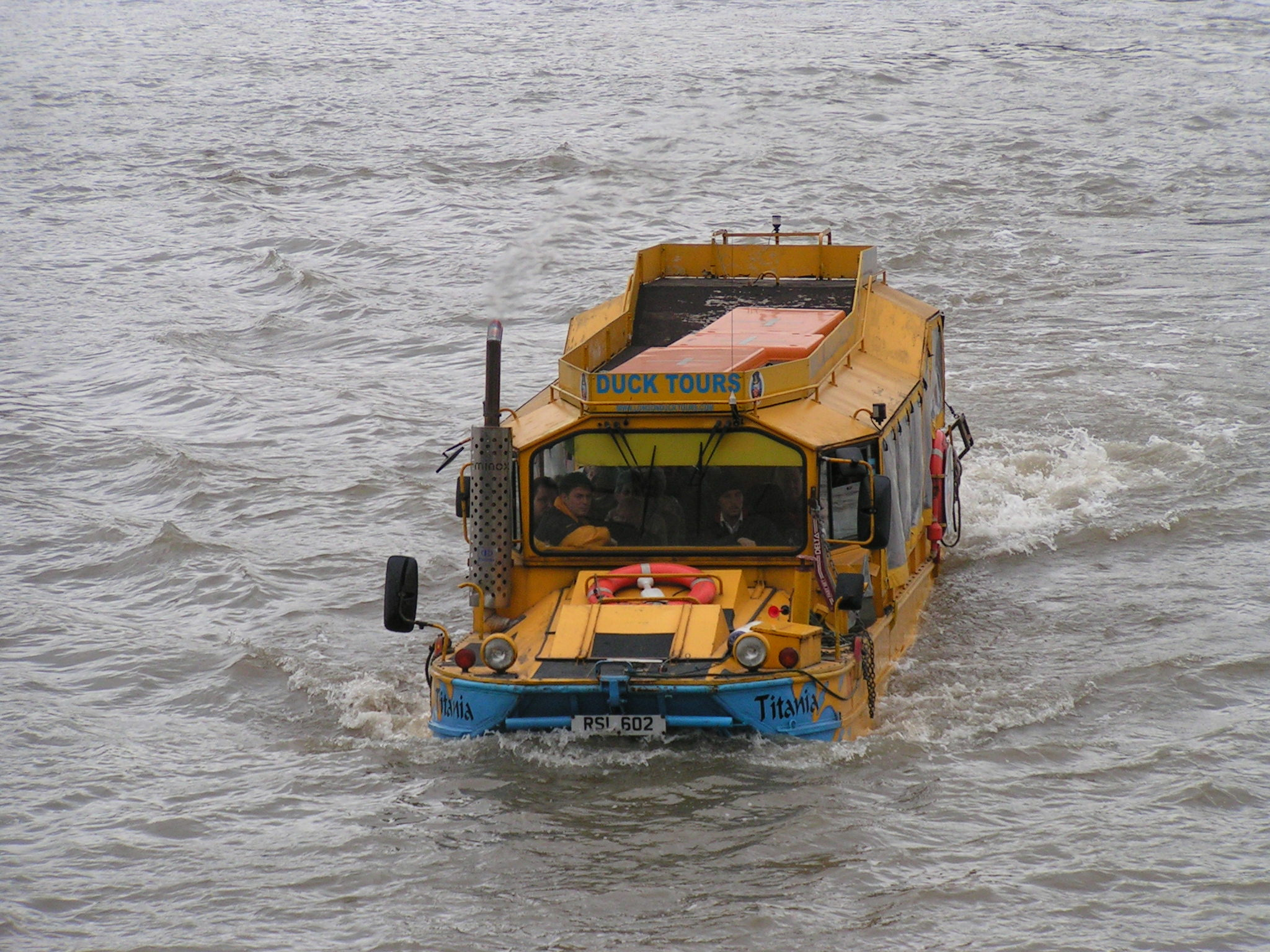
ロンドン
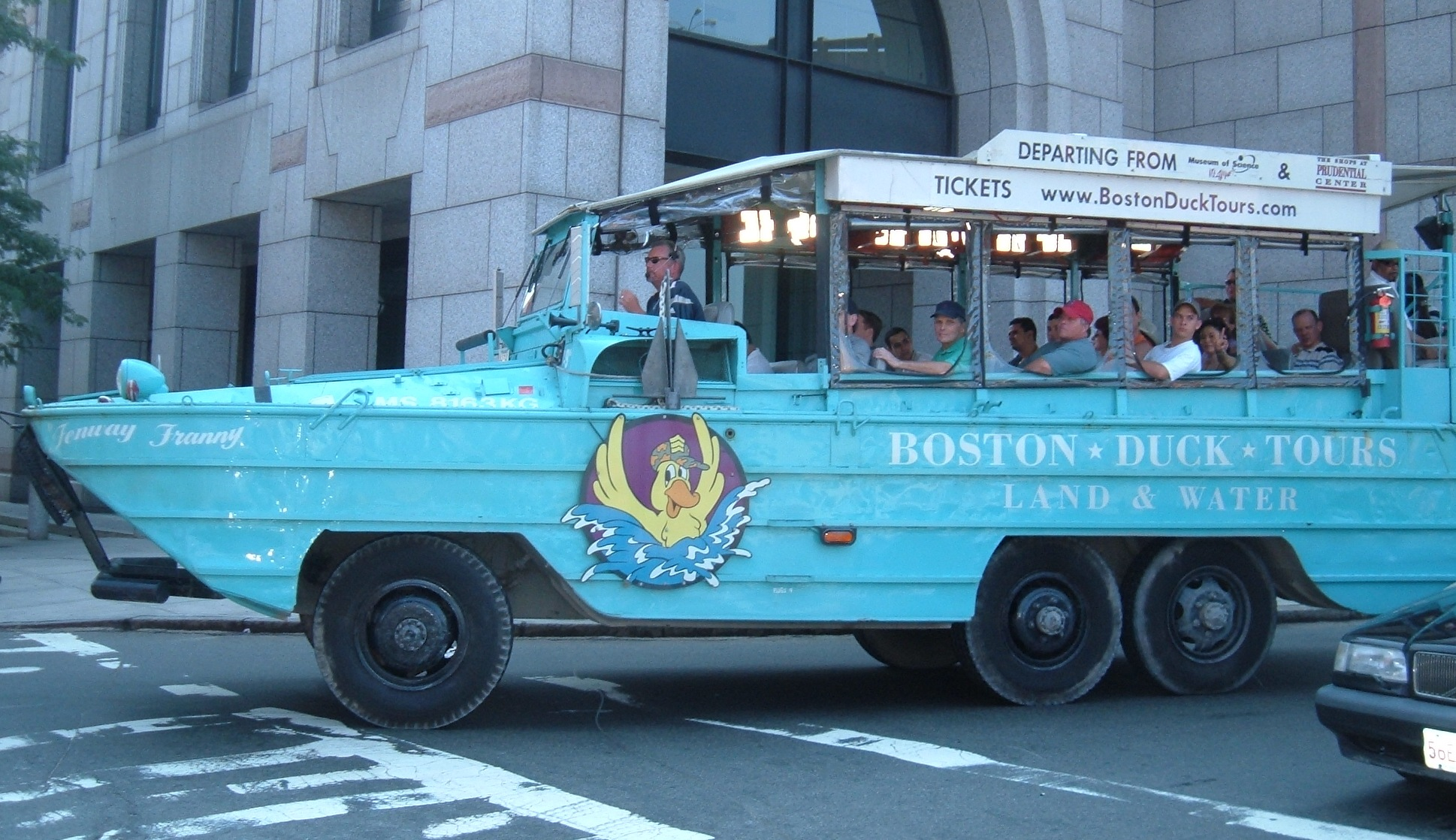
ボストン
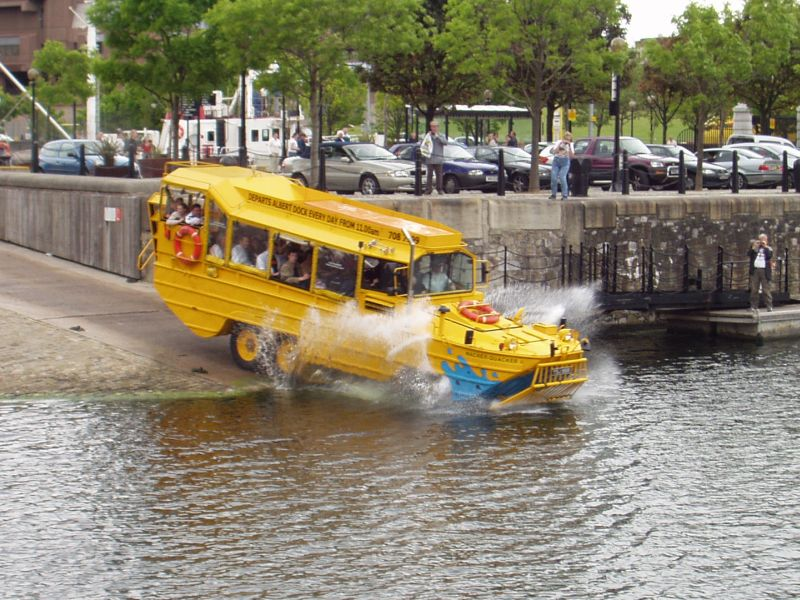
リヴァプール
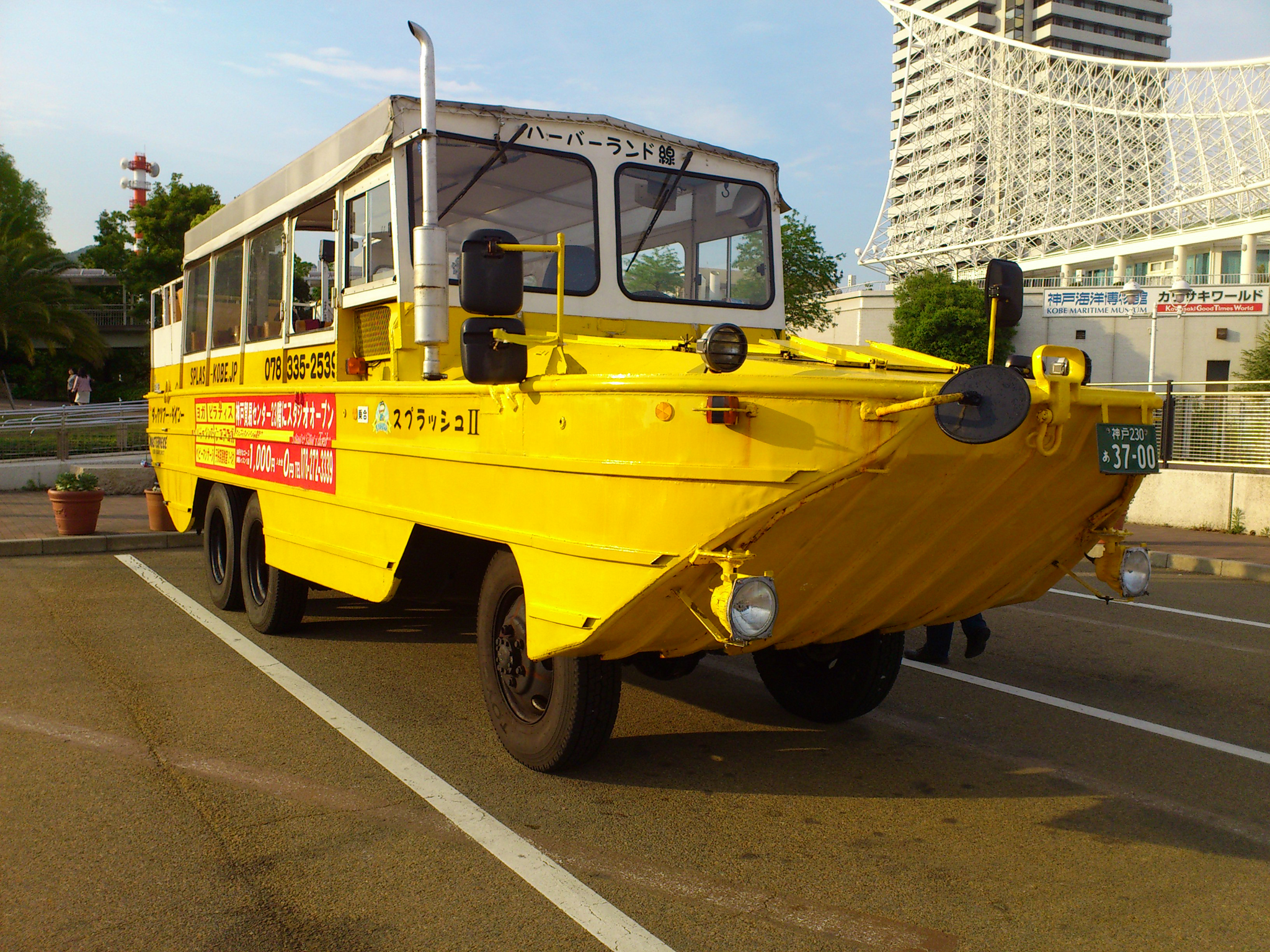
神戸ハーバーランドのスプラッシュ神戸 II。 事業用自動車として登録され、公道走行も可能。
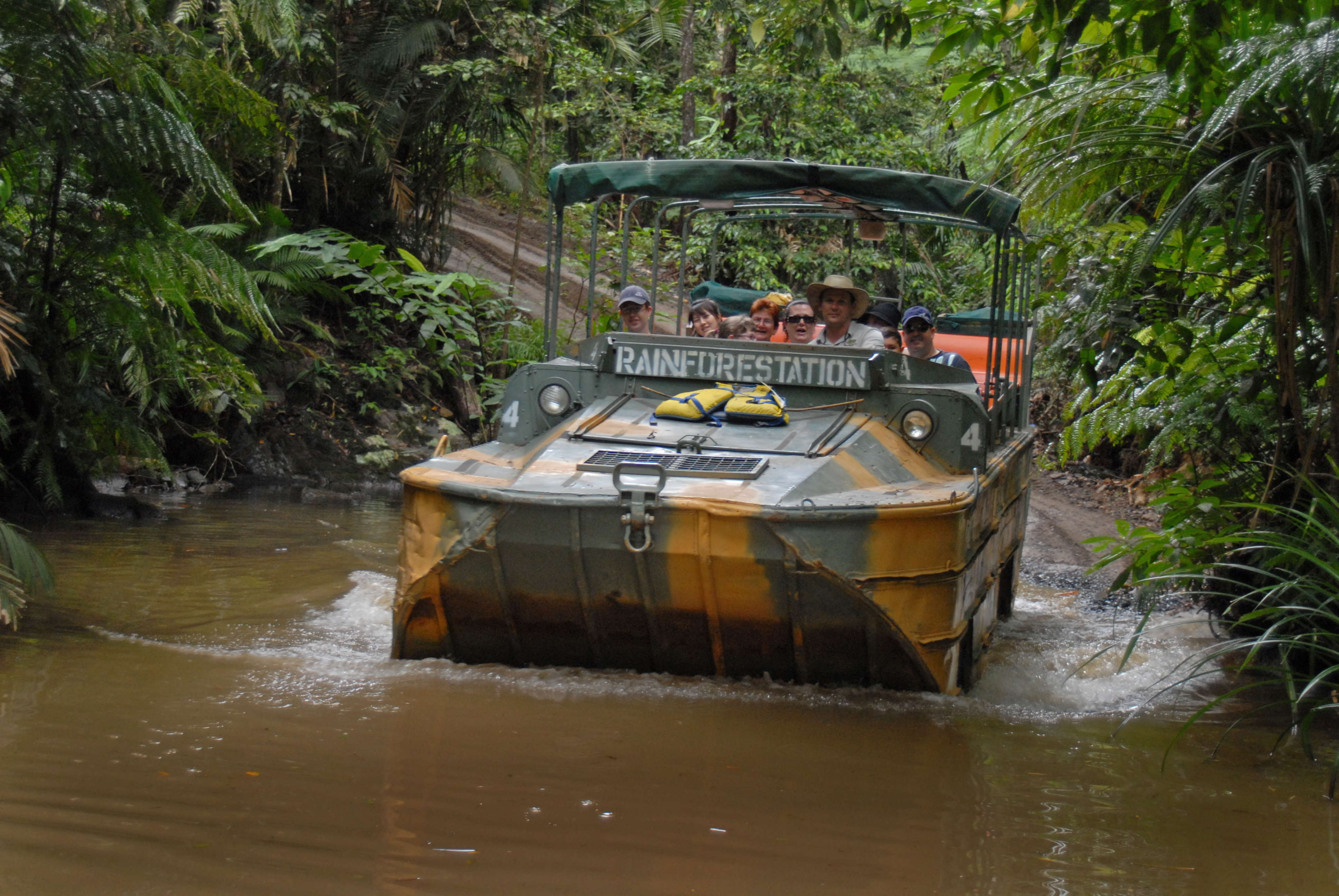
オーストラリアQLD州ケアンズ近郊のレインフォレステーションでアーミーダックツアーに使用されているDUKW